# Elisabetta di Danimarca (1573-1625)
Elisabetta di Danimarca (Koldingshus, 25 agosto 1573 – Braunschweig, 19 luglio 1625) è stata una principessa danese, duchessa consorte di Braunschweig.

## Biografia
Era figlia maggiore di Federico II di Danimarca, re di Danimarca, Norvegia, e Svezia, e di sua moglie, Sofia di Meclemburgo-Güstrow.

## Matrimonio
Gli ambasciatori scozzesi, inizialmente, la scelsero come possibile moglie per Giacomo VI, ma venne fidanzata al duca Enrico Giulio di Brunswick-Lüneburg.
In seguito Giacomo VI sposò la sorella minore di Elisabetta, Anna.
Si sposarono nel 1590, a Copenaghen. Elisabetta ne divenne la seconda moglie e assunse il titolo di duchessa di Brunswick-Lüneburg. La coppia ebbe dieci figli:
- Federico Ulrico (5 aprile 1591-11 agosto 1634);
- Sofia Edvige (20 febbraio 1592-23 gennaio 1642), sposò Ernesto Casimiro di Nassau-Dietz;
- Elisabetta (23 giugno 1593-25 marzo 1650), sposò in prime nozze Augusto di Sassonia e in seconde nozze Giovanni Filippo di Sassonia-Altenburg;
- Edvige (19 febbraio 1595-26 giugno 1650), sposò Ulrico di Pomeriana;
- Enrico Giulio (7 ottobre 1597-11 luglio 1606);
- Cristiano (10 settembre 1599-6 giugno 1626), vescovo di Halberstadt;
- Rodolfo (15 giugno 1602-13 giugno 1616), vescovo di Halberstadt;
- Enrico Carlo (7 settembre 1609-11 giugno 1615);
- Anna Augusta (19 maggio 1612-17 febbraio 1673), sposò Giorgio Luigi di Nassau-Dillenburg.

Dopo il matrimonio, Elisabetta rimase in stretta corrispondenza con il fratello.
Nel 1613, alla morte del marito, divenne reggente per il figlio Federico Ulrico.

## Albero genealogico
|                                   |                                    |                                   | Genitori                         |  |  | Nonni |  |  | Bisnonni                |  |  | Trisnonni                |  |
|                                   |                                    |                                   |                                  |  |  |       |  |  | Federico I di Danimarca |  |  | Cristiano I di Danimarca |  |
|                                   |                                    |                                   |                                  |  |  |       |  |  | Federico I di Danimarca |  |  | Cristiano I di Danimarca |  |
|                                   |                                    | Dorotea di Brandeburgo            |                                  |  |  |       |  |  | Federico I di Danimarca |  |  |                          |  |
| Cristiano III di Danimarca        |                                    |                                   |                                  |  |  |       |  |  | Federico I di Danimarca |  |  |                          |  |
|                                   |                                    | Anna del Brandeburgo              | Giovanni I di Brandeburgo        |  |  |       |  |  |                         |  |  |                          |  |
|                                   |                                    | Anna del Brandeburgo              | Giovanni I di Brandeburgo        |  |  |       |  |  |                         |  |  |                          |  |
|                                   |                                    | Anna del Brandeburgo              | Margherita di Turingia           |  |  |       |  |  |                         |  |  |                          |  |
| Federico II di Danimarca          |                                    | Anna del Brandeburgo              |                                  |  |  |       |  |  |                         |  |  |                          |  |
|                                   |                                    | Magnus I di Sassonia-Lauenburg    | Giovanni V di Sassonia-Lauenburg |  |  |       |  |  |                         |  |  |                          |  |
|                                   |                                    | Magnus I di Sassonia-Lauenburg    | Giovanni V di Sassonia-Lauenburg |  |  |       |  |  |                         |  |  |                          |  |
|                                   |                                    | Magnus I di Sassonia-Lauenburg    | Dorotea di Hohenzollern          |  |  |       |  |  |                         |  |  |                          |  |
| Dorotea di Sassonia-Lauenburg     |                                    | Magnus I di Sassonia-Lauenburg    |                                  |  |  |       |  |  |                         |  |  |                          |  |
|                                   |                                    | Caterina di Braunschweig-Lüneburg | Enrico IV di Brunswick-Lüneburg  |  |  |       |  |  |                         |  |  |                          |  |
|                                   |                                    | Caterina di Braunschweig-Lüneburg | Enrico IV di Brunswick-Lüneburg  |  |  |       |  |  |                         |  |  |                          |  |
|                                   |                                    | Caterina di Braunschweig-Lüneburg | Caterina di Pomerania-Wolgast    |  |  |       |  |  |                         |  |  |                          |  |
| Elisabetta di Danimarca           |                                    | Caterina di Braunschweig-Lüneburg |                                  |  |  |       |  |  |                         |  |  |                          |  |
|                                   | Alberto VII di Meclemburgo-Güstrow | Magnus II di Meclemburgo-Schwerin |                                  |  |  |       |  |  |                         |  |  |                          |  |
|                                   | Alberto VII di Meclemburgo-Güstrow | Magnus II di Meclemburgo-Schwerin |                                  |  |  |       |  |  |                         |  |  |                          |  |
|                                   | Alberto VII di Meclemburgo-Güstrow | Sofia di Pomerania-Wolgast        |                                  |  |  |       |  |  |                         |  |  |                          |  |
| Ulrico III di Meclemburgo-Güstrow | Alberto VII di Meclemburgo-Güstrow |                                   |                                  |  |  |       |  |  |                         |  |  |                          |  |
|                                   |                                    | Anna di Brandeburgo               | Gioacchino I di Brandeburgo      |  |  |       |  |  |                         |  |  |                          |  |
|                                   |                                    | Anna di Brandeburgo               | Gioacchino I di Brandeburgo      |  |  |       |  |  |                         |  |  |                          |  |
|                                   |                                    | Anna di Brandeburgo               | Elisabetta di Danimarca          |  |  |       |  |  |                         |  |  |                          |  |
| Sofia di Meclemburgo-Güstrow      |                                    | Anna di Brandeburgo               |                                  |  |  |       |  |  |                         |  |  |                          |  |
|                                   |                                    | Federico I di Danimarca           | Cristiano I di Danimarca         |  |  |       |  |  |                         |  |  |                          |  |
|                                   |                                    | Federico I di Danimarca           | Cristiano I di Danimarca         |  |  |       |  |  |                         |  |  |                          |  |
|                                   |                                    | Federico I di Danimarca           | Dorotea di Brandeburgo           |  |  |       |  |  |                         |  |  |                          |  |
| Elisabetta di Danimarca           |                                    | Federico I di Danimarca           |                                  |  |  |       |  |  |                         |  |  |                          |  |
|                                   |                                    | Sofia di Pomerania                | Boghislao X di Pomerania         |  |  |       |  |  |                         |  |  |                          |  |
|                                   |                                    | Sofia di Pomerania                | Boghislao X di Pomerania         |  |  |       |  |  |                         |  |  |                          |  |
|                                   |                                    | Sofia di Pomerania                | Anna Jagellone                   |  |  |       |  |  |                         |  |  |                          |  |
|                                   |                                    | Sofia di Pomerania                |                                  |  |  |       |  |  |                         |  |  |                          |  |